# Chat

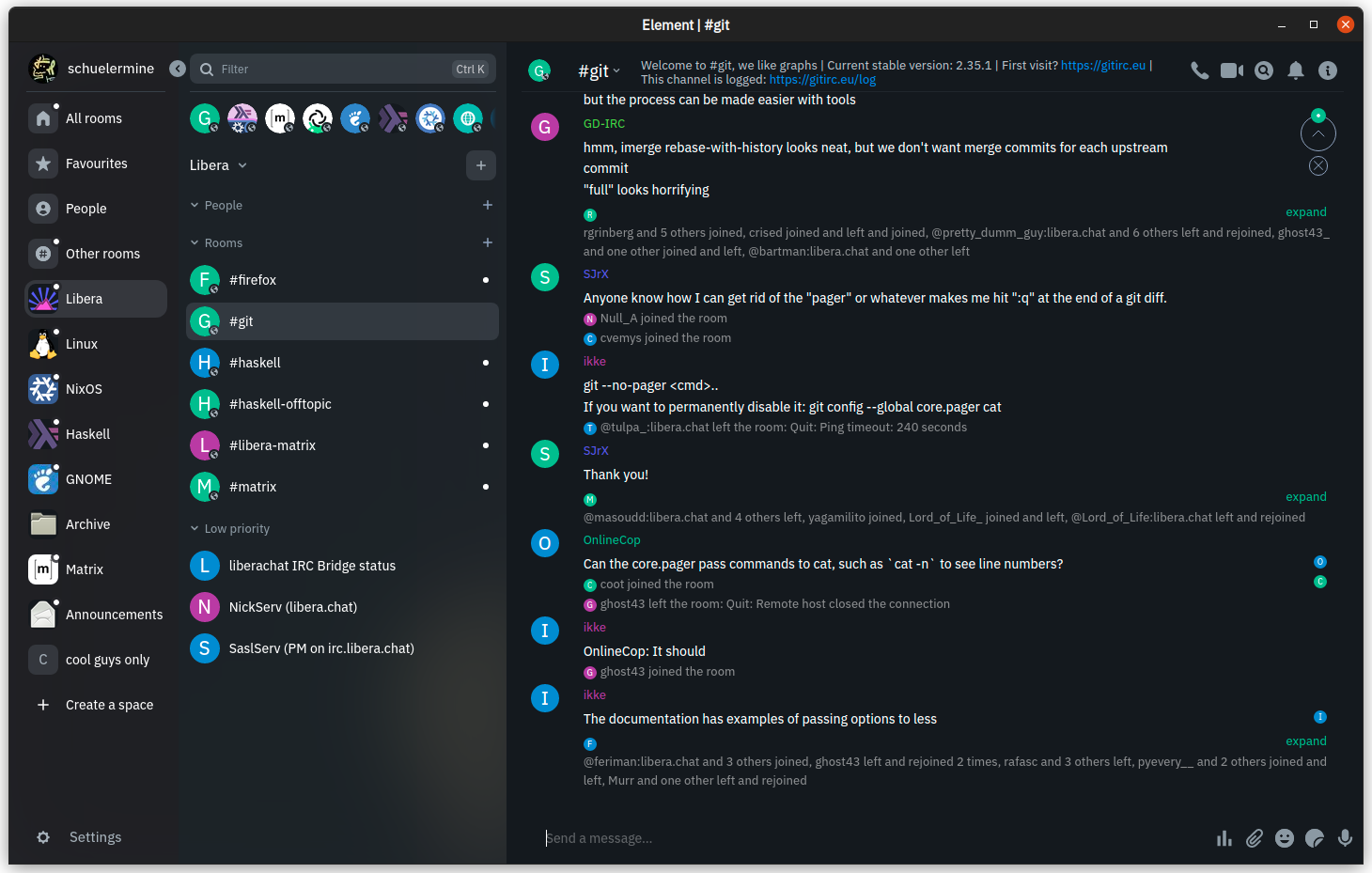
Representación de un chat web.

El chat (término proveniente del inglés que en español equivale a charla), también conocido como texting, es uno de los métodos de comunicación digital surgido con las nuevas tecnologías. Designa una conversación escrita realizada de manera instantánea mediante el uso de un software entre dos o más usuarios conectados a la red, generalmente Internet, ya sea a través de los llamados chats públicos (si cualquier usuario puede entrar) o privados (cuando la entrada está sujeta a autorización).
El chat sirve para poder comunicarse con grupos de personas las cuales opinan de diferentes temas y se entretienen incluso con herramientas como el video chat y enviándose enlaces para ver otras páginas, criticarlas y darles like. Hay maneras de expresarse a través de la red, como por ejemplo; enviando emoticones que representan; caras simples, tristes, alegres, sorprendidas, gritando, llorando o haciendo gestos con partes del rostro. También hay diferentes tipos de chat o también grupos de discusión, etc.

## Descripción
Son muchas las acepciones de la palabra chat, y por lo general agrupa a todos los protocolos que cumplen la función de comunicar a dos o más personas, dentro de estos los clientes de chat (como, por ejemplo, HexChat, ChatZilla (el cliente de Mozilla/SeaMonkey o el mIRC); estos usan el protocolo IRC, cuyas siglas significan Internet Relay Chat. Otros son protocolos distintos pero agrupados en la mensajería instantánea, tales como Windows Live Messenger, Yahoo! Messenger, Jabber/XMPP o ICQ, entre los más conocidos, o también el servicio SMS de telefonía móvil. Algunas redes sociales como Google+ o Facebook cuentan con un servicio de chat en línea. También se puede incluir aquí el peer-to-peer. Es muy usado, además, el método web chat, que consiste en enviar y recibir mensajes a través de una página dinámica de Internet, o usando el protocolo "IRC" si se trata de un applet de Java. Hoy en día la mayoría del chat toma lugar en aplicaciones de mensajería como WhatsApp, Telegram y Facebook Messenger.

## Características
• Mensajes instantáneos - Permite una interacción fluida mediante texto síncrono.
• Enlaces Web – Permite compartir enlaces de sitios web y noticias.
• Video – Permite compartir y visualizar videos para chatear cara a cara con otras personas.
• Imágenes – Permite compartir imágenes.
• Audio – Permite compartir sonidos.
• Archivos – Permite enviar o recibir archivos con los participantes.
• Discusión – Se puede utilizar en lugar del teléfono para hablar.
• Capacidades móviles – Muchos tipos de chat permiten enviar mensajes instantáneos desde dispositivos móviles como el teléfono celular.
• Salón de chat – Crear una sala con amigos o compañeros de trabajo.
• Anonimato – Al poder utilizar seudónimos, alias o apodos en vez de datos reales. 
• Incluye la foto de la información personal en la ventana de chat.
• Soporta direcciones URL, eméticos, integración de Hotmail, imágenes, etc.
• Todas las sesiones quedan registradas para verlas posteriormente, y pueden ponerse a disposición de los estudiantes.
• Pueden programarse sesiones periódicas que aparecerán en el calendario.
• Abierto las 24 horas del día todos los días. Internet y la totalidad de sus aplicaciones están disponibles las 24 horas del día todos los días. Solo un par de clics separan a la persona del acceso al mundo virtual si tienen el software y el hardware necesario. Una vez ingresado (conectado) a la red, siempre habrá personas esperando alguien con quien conversar.

## Elementos
Dentro de los elementos que encontramos dentro de un Chat para que se pueda llevar a cabo la comunicación, están los siguientes:
• Usuarios – Serán las personas o robots que harán uso del Chat.
• Canales – Donde los usuarios podrán entrar y salir, aunque en algunas se deban cumplir ciertos requisitos.
• Chats Salas de Charla – Donde todos los usuarios "hablan" entre ellos
• OPERS – Donde el/los usuarios/ solicitan canales o cualquier tipo de información.
• ADM (Administradores) – Estos son los que marcan las pautas y normas a seguir para el buen funcionamiento del Chat y la conducta de los usuarios.
• IrCOP – Serán las personas que se dedican al mantenimiento del Chat
• OPER – Son las personas que, ante las necesidades de los usuarios, les ayudan o suministran cualquier tipo de información respecto, comunicaciones entre canales, entre usuarios, reservas de canales privados, etc.

## Tipos
• WebChats: Son los chats más fáciles y rápidos de usar, lo único que tienes que hacer en entrar en la página web, crear un usuario y contraseña, ponerte un nombre y listo para chatear y conocer gente. No será necesario en estos casos que instales ningún programa extra en tu ordenador o que descargues ningún software especial. Además disfruta de las guías de chats para estar bien informado.
• Chats tipo IRC(Internet Relay Chat):  Es el origen de los chats tal y como se conocen hoy en día. Fue creado en 1988. 
Permite la interacción entre dos o más personas simultáneamente por medio de un canal.
Para su funcionamiento es necesario un programa descargable, por el que accedes a un salón virtual o canal y cada uno de ellos se enfoca a un tópico específico.
Una desventaja es que es más complicado que los chats web ya que en los IRC se trabaja con scripts o palabras clave para realizar ciertas acciones como listar los canales de un servidor o unirte a uno de ellos.
• Chats  de mensajería instantánea: La mensajería instantánea permite comunicarse entre dos o más personas en tiempo real, permitiendo enviar y recibir mensajes de texto, imágenes, audio, etc.
Es la evolución entre los chats en la Web y los IRC, tienen muchas más funciones que los primeros y son más sencillos que los segundos.
Lo único que se necesita es la descarga de un programa que es ejecutado en segundo plano siempre y permite la comunicación entre el ordenador y el servidor central.
Algún ejemplo de mensajería instantánea son Windows Live Messenger, Google Talk, Yahoo Messenger, AOM o ICQ.
• Multimedia  Chats: Estos chats permiten la comunicación por medio escrito pero se centran más en la comunicación por medio de audio y vídeo. Estos programas son más útiles pero requieren de más medios, como altavoces, cámara web y micrófono. 
• Chats para tiendas y diferentes empresas: Una empresa puede brindar atención al cliente u ofrecer también todo tipo de información a través de un sistema de chat. Actualmente muchas empresas de ordenadores brindan un servicio técnico en línea para resolver cualquier inconveniente que tengan sus compradores con los productos.
• Chat universitarios-educación on-line: Hoy en día mucha gente realiza cursos en Internet. Diferentes universidades e institutos desarrollan entonces diferentes servicios de chat para complementar el intercambio de correo electrónico. Alumnos y profesores se encuentran en las salas de chat para aprender e intercambiar opiniones como si estuvieran en una clase.
• Chats para encontrar parejas: estos chats son perfectos para buscar e identificar gente que te resulta atractiva e interesante. Puedes verlo como algo similar a una oferta de agencia matrimonial pero donde tú mismo eres tu propio agente. Lo mejor es que subas una bonita fotografía y completes tu perfil con sinceridad y de forma original. Así tendrás más posibilidades de que la persona que buscas te contacte y quiera conocerte más.
• Chats para buscar amigos: ideal para aquellos que quieren conocer gente y hacer nuevos amigos para descubrir las posibilidades de nuevas amistades y mucha diversión.
• Chats para adultos: son chats dedicados a aquellas personas que buscan intercambios más picantes para tener aventuras, realizar contactos eróticos, sensuales y provocativos.
• Chatbot: es un chat donde por lo menos uno de los usuarios que sostiene la conversación es un robot.

## Usuarios del chat
Es común que los usuarios del chat (que suelen denominarse chaters) utilicen seudónimos o alias llamados nick. Entre los usuarios de este tipo de medios destacan los usuarios que en chats, foros y otros medios escriben utilizando un lenguaje saturado de palabras muy cortas, simplificando palabras y en general sin respetar las reglas de ortografía.

## Videochat

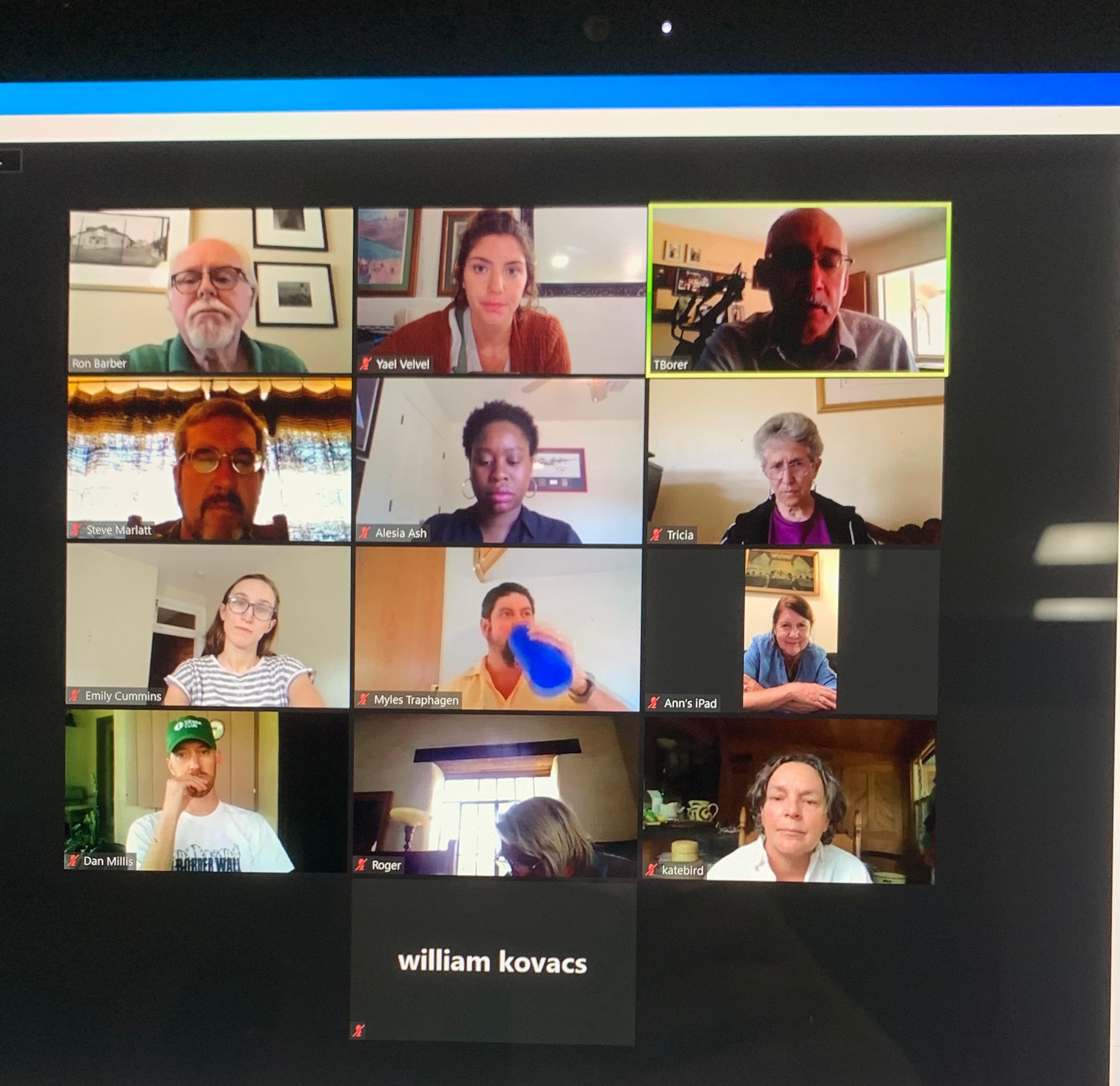
Videochat a través de la aplicación Zoom

El videochat no es más que una evolución o mezcla entre la videoconferencia y el chat tradicional, dotando al usuario de tres modos de comunicación sobre el mismo canal. Existen igualmente servicios de videochat de multidifusión o de mensajería instantánea uno a uno. Distintos sitios web ofrecen servicios de videochat en línea, si bien también existen programas de cómputo especializados como Paltalk. Así mismo, los programas de mensajería instantánea más famosos, como Windows Live Messenger o Yahoo Messenger, también permiten el uso de audio y vídeo en sus comunicaciones.

## Software
Algunos de los programas y protocolos más utilizados son los siguientes: 
- Telegram
- Pidgin
- Chatzona
- Gentechat
- Connecta 2000
- Gadu-Gadu
- Google Chat
- Meetro
- MUD
- Pichat
- SILC
- Skype
- TeamSpeak (TS)
- Facebook Messenger[2]
- Yahoo Messenger
- WhatsApp

### Protocolos
- AOL Instant Messenger (AIM)
- XMPP (Jabber)
- Internet Relay Chat (IRC)
- ICQ (OSCAR)

### Extintos
- Internet Phone
- See you, See me
- Windows Live Messenger (adquirido por Skype en 2013, primero fue MSN Messenger)